# Mezgovci ob Pesnici
Mezgovci ob Pesnici je naselje v Občini Dornava.